# Borgonyà (Gerona)
Borgonyà es una entidad de población española del municipio de Cornellá del Terri, perteneciente a la provincia de Gerona, en la comunidad autónoma de Cataluña.

## Toponimia
El lugar puede aparecer referido con las grafías «Borgonyà» y «Borguña».

## Historia
Hacia mediados del siglo XIX, el lugar, ya por entonces perteneciente a Cornellá del Terri, tenía contabilizada una población de 64 habitantes. Aparece descrito en el cuarto volumen del Diccionario geográfico-estadístico-histórico de España y sus posesiones de Ultramar de Pascual Madoz con las siguientes palabras:

BORGUÑA: l. en la prov., part. jud. y dióc. de Gerona (2 1/2 leg.), aud. terr. y c. g. de Barcelona (20), ayunt. de Cornellá: sit. al E. de Bañolas, sobre unos cerros no muy altos con buena ventilacion y clima sano. Tiene 20 casas y 1 igl. parr. servida por un cura de ingreso: confina con Puigpalter, Bañolas y Cornellá: el terreno es bastante fértil, contiene plantaciones de viñedo y olivar, bosques de árboles y de maleza que dan leña para el combustible y cria yerbas de pasto. Los caminos son locales. El correo se recibe de Gerona. prod.; trigo, centeno, legumbres, aceite, vino, hortalizas y algun cáñamo. pobl.: 14 vec. de catastro, 64 almas. cap. prod.: 1.252,000. imp.: 31,300.
(Madoz, 1846, p. 406)

En 2022, la entidad singular de población tenía empadronados 478 habitantes y el núcleo de población, veintiséis.